# Sherrard (Illinois)
Sherrard é uma vila localizada no estado americano de Illinois, no Condado de Mercer.

## Demografia
Segundo o censo americano de 2000, a sua população era de 694 habitantes.
Em 2006, foi estimada uma população de 659, um decréscimo de 35 (-5.0%).

## Geografia
De acordo com o United States Census Bureau tem uma área de
1,1 km², dos quais 1,1 km² cobertos por terra e 0,0 km² cobertos por água.

## Localidades na vizinhança
O diagrama seguinte representa as localidades num raio de 16 km ao redor de Sherrard.